# 三(2-苯基吡啶)铱
三(2-苯基吡啶)铱是一种有机铱化合物，化学式为Ir(C6H4-C5H4N)3，或简写为Ir(ppy)3]。它是黄绿色的固体，由Ir3+和2-苯基吡啶阴离子构成，具有电致发光（绿光）特性。它可由2-苯基吡啶和三氯化铱的反应制得：
IrCl3  + 3 C6H5-C5H4N  →  Ir(C6H4-C5H4N)3  +  3 HCl